# Luis Fernando Verissimo
Luis Fernando Verissimo (Porto Alegre, 26 de setembro de 1936) é um escritor, humorista, cartunista, tradutor, roteirista, dramaturgo e romancista brasileiro. Já foi publicitário e revisor de jornal. É ainda músico, tendo tocado saxofone em alguns conjuntos. Com mais de 80 títulos publicados, é um dos mais populares escritores brasileiros contemporâneos. É filho do também escritor Erico Verissimo.

## Biografia

### Formação
Nascido em Porto Alegre, Luis Fernando Verissimo viveu parte de sua infância e sua adolescência nos Estados Unidos, com a família, em função de compromissos profissionais assumidos por seu pai que era professor da Universidade da Califórnia em Berkeley (1943-1945) e diretor cultural da União Pan-americana em Washington, D.C. (1953-1956). Como consequência disso, cursou parte do primário em San Francisco e Los Angeles, e concluiu o secundário na Roosevelt High School, de Washington.
Aos 14 anos produziu, com a irmã Clarissa e um primo, um jornal periódico com notícias da família, que era pendurado no banheiro de casa e se chamava O Patentino ("patente" é como é conhecida a privada no Rio Grande do Sul).
No período em que viveu em Washington, Verissimo desenvolveu sua paixão pelo jazz, tendo começado a estudar saxofone e, em frequentes viagens a Nova Iorque, assistido a espetáculos dos maiores músicos da época, inclusive Charlie Parker e Dizzy Gillespie.

### Primeiros trabalhos
De volta a Porto Alegre em 1956, começou a trabalhar no departamento de arte da Editora Globo. A partir de 1960, fez parte do grupo musical Renato e seu Sexteto, que se apresentava profissionalmente em bailes na capital gaúcha, e que era conhecido como "o maior sexteto do mundo", porque tinha 9 integrantes.
Entre 1962 e 1966, viveu no Rio de Janeiro, onde trabalhou como tradutor e redator publicitário, e onde conheceu e casou-se (1963) com a carioca Lúcia Helena Massa, sua companheira até hoje e mãe de seus três filhos (Fernanda, 1964; Mariana, 1967; e Pedro, 1970).

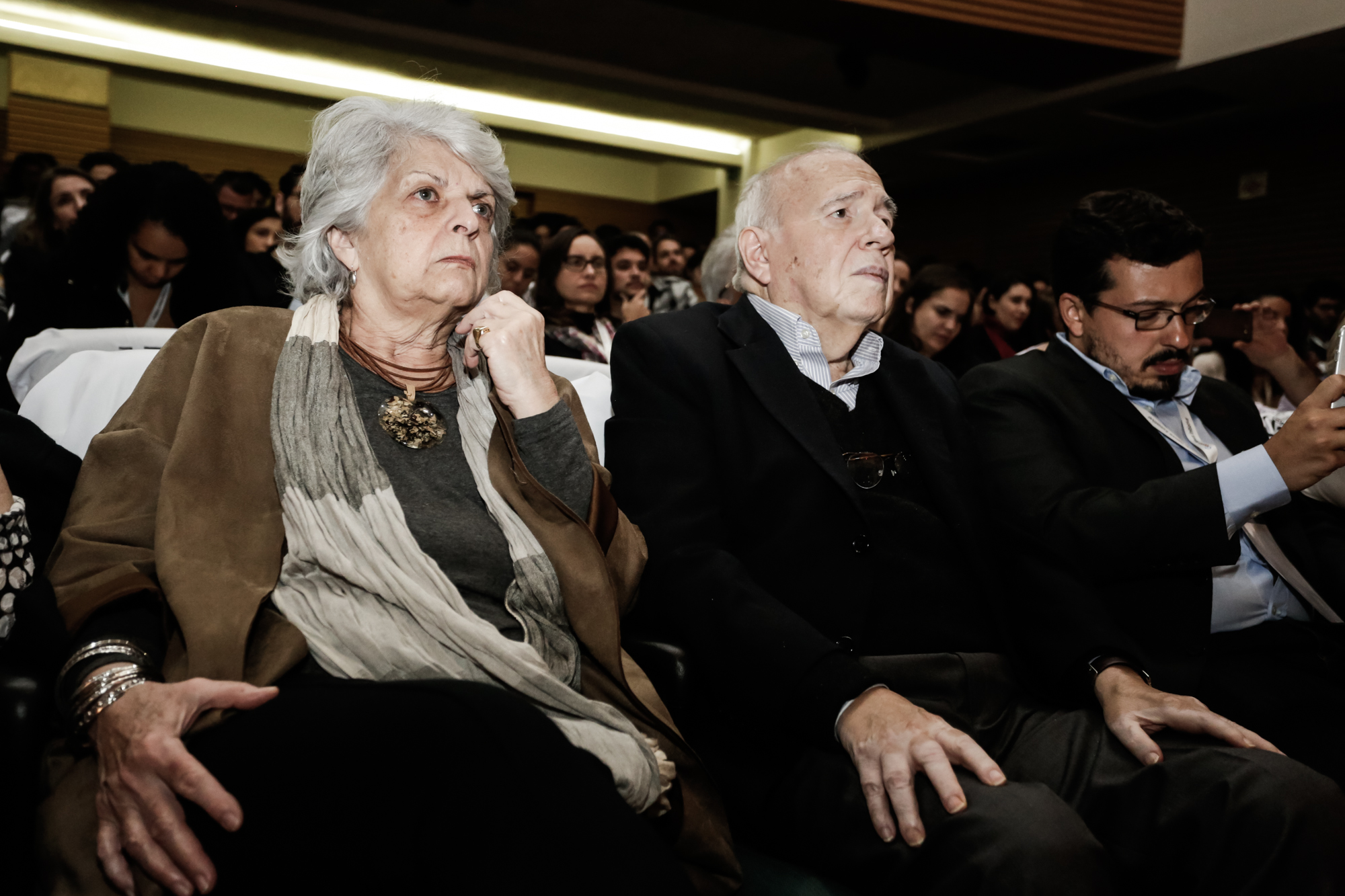
Lúcia Helena Massa e Luis Fernando Verissimo em junho de 2018

Em 1967, de novo em sua cidade natal, começou a trabalhar no jornal Zero Hora, a princípio como revisor de textos (copy desk). Em 1969, depois de cobrir as férias do colunista Sérgio Jockymann e poder mostrar a qualidade e agilidade de seu texto, passou a assinar sua própria coluna diária no jornal. Suas primeiras colunas foram sobre futebol, abordando a fundação do Estádio Beira-Rio e os jogos do Internacional, seu clube do coração. No mesmo ano, tornou-se redator da agência de publicidade MPM Propaganda.
Em 1970 transferiu-se para o jornal Folha da Manhã, onde manteve sua coluna diária até 1975, escrevendo sobre esporte, cinema, literatura, música, gastronomia, política e comportamento, sempre com ironia e ideias pessoais, além de pequenos contos de humor que ilustram seus pontos de vista.
Em 1971 criou, com um grupo de amigos da imprensa e da publicidade porto-alegrense, o semanário alternativo O Pato Macho, com textos de humor, cartuns, crônicas e entrevistas, e que vai circular durante todo o ano na cidade.

### Primeiros livros publicados
Em 1973 lançou, pela Editora José Olympio, seu primeiro livro, O Popular, com o subtítulo "crônicas, ou coisa parecida", uma coletânea de textos já veiculados na imprensa, o que seria o formato da grande maioria de suas publicações até hoje. O livro de estreia de Verissimo recebeu elogios do importante crítico literário Wilson Martins, em O Estado de S. Paulo.
Em 1975, voltou ao jornal Zero Hora e passou a escrever semanalmente também no Jornal do Brasil, tornando-se nacionalmente conhecido. Publicou nesse ano seu segundo livro de crônicas, A Grande Mulher Nua e começou a desenhar a série "As Cobras", que no mesmo ano já rendeu uma primeira publicação de cartuns.
Em 1979, publicou seu quinto livro de crônicas, Ed Mort e Outras Histórias, o primeiro pela Editora L&PM, com a qual trabalharia durante 20 anos. O título do livro refere-se àquele que viria a ser um dos mais populares personagens do autor, um detetive particular carioca, de língua afiada, coração mole e sem um tostão no bolso, satirizando o gênero noir e os livros policiais de Raymond Chandler e Dashiell Hammett. Ed Mort passaria a protagonizar uma tira de quadrinhos desenhada por Miguel Paiva e publicada em centenas de jornais diários, gerando uma série de cinco álbuns de quadrinhos (1985-1990) e ainda um filme com Paulo Betti no papel título.
Entre 1980 e 1981, Verissimo viveu com a família por 5 meses em Nova Iorque, o que mais tarde renderia o livro Traçando Nova Iorque, primeiro de uma série de 6 livros de viagem escritos em parceria com o ilustrador Joaquim da Fonseca e publicados pela Editora Artes e Ofícios.

### Popularidade nacional
Em 1981, o livro O Analista de Bagé, lançado na Feira do Livro de Porto Alegre, esgotou sua primeira edição em dois dias, tornando-se fenômeno de vendas em todo o país. O personagem, criado (mas não aproveitado) para um programa humorístico de televisão com Jô Soares, é um psicanalista de formação freudiana ortodoxa, mas com o sotaque, o linguajar e os costumes típicos da fronteira do Rio Grande do Sul com o Uruguai e a Argentina. A contradição entre a sofisticação da psicanálise e a "grossura" caricatural do gaúcho da fronteira gerou situações engraçadíssimas, que Verissimo soube explorar com talento em dois livros de contos, um de quadrinhos (com desenhos de Edgar Vasques) e uma antologia.
Em 1982 passou a publicar uma página semanal de humor na revista Veja, que manteria até 1989.
Em 1983, em seu décimo volume de crônicas inéditas, lançou um novo personagem que também faria grande sucesso, a Velhinha de Taubaté, definida como "a única pessoa que ainda acredita no governo". O ingênuo personagem, que dera a seu gato de estimação o nome do porta-voz do Presidente-General Figueiredo, marcava a decadência do governo militar brasileiro, que já estava quase completando 20 anos. Mas, anos depois, em plena democracia, Verissimo faria reviver a Velhinha de Taubaté, ironizando a credibilidade dos presidentes civis, especialmente Fernando Collor e Fernando Henrique Cardoso.
Em toda a década de 1980, Verissimo consolidou-se como um fenômeno de popularidade raro entre escritores brasileiros, mantendo colunas semanais em vários jornais e lançando pelo menos um livro por ano, sempre nas listas dos mais vendidos, além de escrever para programas de humor da TV Globo.
Em 1986, morou seis meses com a família em Roma, e cobriu a Copa do Mundo para a revista Playboy. Em 1988, sob encomenda da MPM Propaganda, escreveu seu primeiro romance, O Jardim do Diabo.

### Homem de ideias
Em 1989, começou a escrever uma página dominical para o jornal O Estado de S. Paulo e para a qual criou o grupo de personagens da Família Brasil. No mesmo ano, estreou no Rio de Janeiro seu primeiro texto escrito especialmente para teatro, Brasileiras e Brasileiros. E ainda recebeu o Prêmio Direitos Humanos da OAB.
Em 1990, passou 10 meses com a família em Paris e cobriu a Copa da Itália para os jornais Zero Hora, Jornal do Brasil e O Estado de S. Paulo, o que voltaria a fazer em 1994, 1998, 2002 e 2006.
Em 1991 publicou uma antologia de crônicas para crianças, O Santinho, com ilustrações de Edgar Vasques, e outra para adolescentes Pai não Entende Nada.
Em 1994, a antologia de contos de humor Comédias da Vida Privada foi lançada com grande sucesso, vindo a tornar-se um especial da TV Globo (1994) e depois uma série de 21 programas, A Comédia da Vida Privada (1995-1997), com roteiros de Jorge Furtado e direção de Guel Arraes. Verissimo publicaria ainda uma nova antologia de contos, Novas Comédias da Vida Privada (1996) e, por contraste, uma série de crônicas políticas até então inéditas em livro, "Comédias da Vida Pública" (1995).
Em 1995, intelectuais brasileiros convidados pelo caderno "Ideias" do Jornal do Brasil elegeram Luis Fernando Verissimo o Homem de Ideias do ano. A esta seguiram-se outras homenagens: em 1996, "Medalha de Resistência Chico Mendes" da ONG Tortura Nunca Mais, "Medalha do Mérito Pedro Ernesto" da Câmara de Vereadores do Rio de Janeiro e "Prêmio Formador de Opinião" da Associação Brasileira de Empresas de Relações Públicas; culminando, em 1997, com o "Prêmio Juca Pato", da União Brasileira de Escritores como o Intelectual do ano. Em 1999, recebeu ainda o Prêmio Multicultural Estadão.

### De volta à música
Ainda em 1995, por iniciativa do contrabaixista Jorge Gerhardt, foi criado o grupo Jazz 6, este certamente "o menor sexteto do mundo", com apenas 5 integrantes: além de Verissimo no saxofone e Gerhardt no contrabaixo, fazem parte do grupo Luiz Fernando Rocha (trompete e flugelhorn), Adão Pinheiro (piano) e Gilberto Lima (bateria).
Sendo Gerhardt, Rocha, Pinheiro e Lima "músicos em tempo integral", o grupo depende da agenda de Verissimo para se apresentar, mas já tem 13 anos de estrada e 4 CDs lançados: "Agora é a Hora" (1997), "Speak Low" (2000), "A Bossa do Jazz" (2003) e
"Four" (2006).

### Novos rumos
Em 1996, passou a publicar crônicas no jornal Extra Classe, veículo de comunicação lançado em março daquele ano. É colunista do jornal até os dias atuais.
Em 1999, Verissimo deixou de desenhar as tiras de "As Cobras" e mudou de editora, trocando a L&PM pela Objetiva, que passou a republicar toda a sua obra. Uma destas antologias, "As Mentiras que os Homens Contam" (2000), já vendeu mais de 350 mil exemplares.

Em 2003, resolveu reduzir seu volume de trabalho na imprensa, passando de seis para apenas duas colunas semanais, agora publicadas em Zero Hora, O Globo e O Estado de S. Paulo.

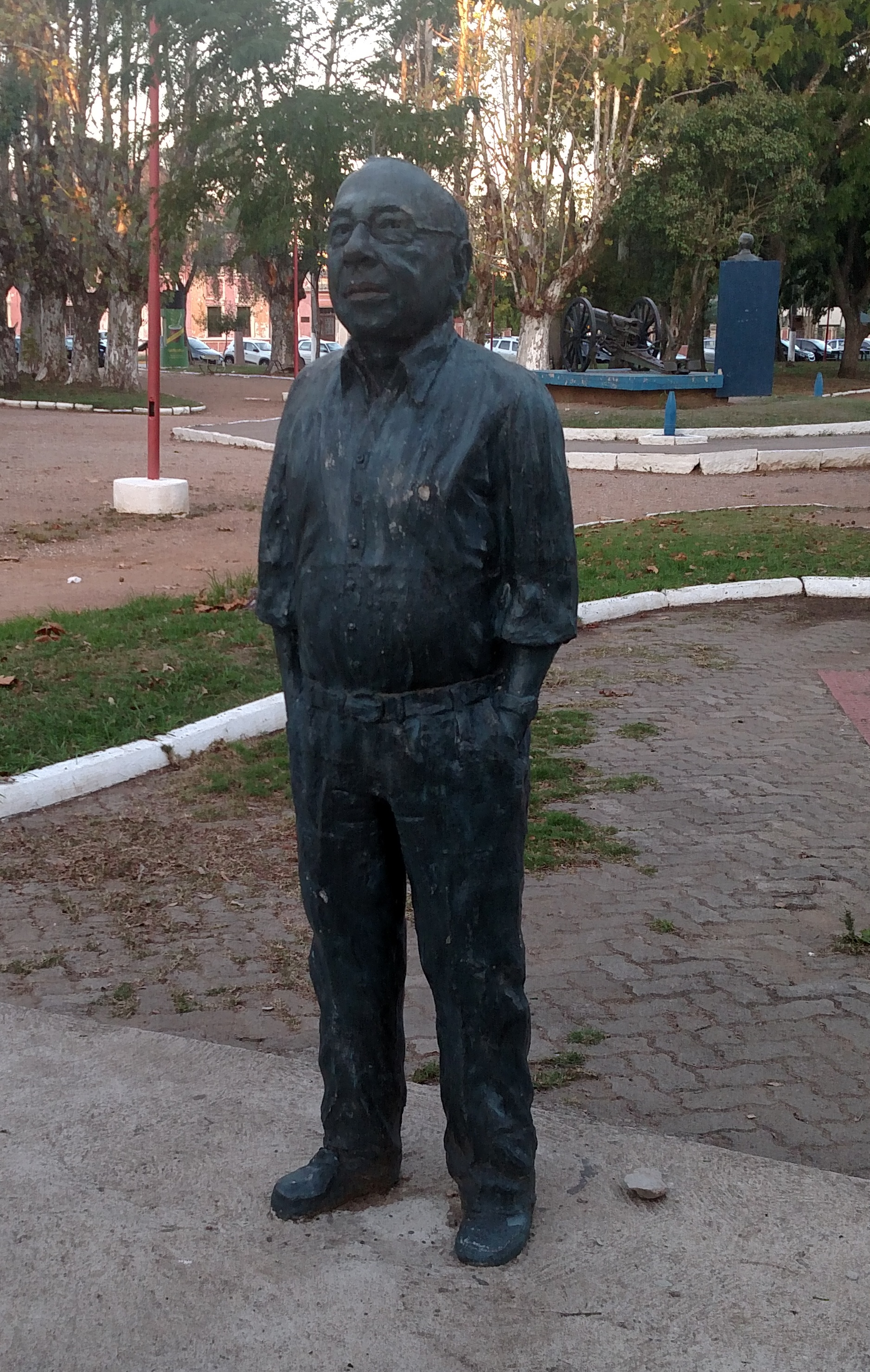
Monumento a Verissimo, parte do maior conjunto de monumentos ao Analista de Bagé localizado nessa cidade.

A partir de solicitações geradas pelas editoras, Verissimo deixou de ser o "grande escritor de textos curtos" e emendou uma série de novelas e romances: "Gula - O Clube dos Anjos" (1998) coleção "Plenos Pecados" da Objetiva; "Borges e os Orangotangos Eternos" (2000), para a coleção "Literatura ou Morte" da Cia das Letras; "O Opositor" (2004) para a coleção "Cinco Dedos de Prosa" da Objetiva; "A Décima Segunda Noite" (2006), para a coleção "Devorando Shakespeare" da Objetiva; e ainda "Sport Club Internacional, Autobiografia de uma Paixão" (2004), para a coleção "Camisa 13" da Ediouro.
Em 2003, uma reportagem de capa da revista Veja destacou Verissimo como "o escritor que mais vende livros no Brasil". Ao mesmo tempo, a versão em inglês de "Clube dos Anjos" ("The Club Of Angels") é escolhida pela New York Public Library como um dos 25 melhores livros do ano.
Em 2004, na França, recebeu o Prix Deux Océans do Festival de Culturas Latinas de Biarritz.

### Fatos recentes
Em 2006, Verissimo chegou aos 70 anos de idade consagrado como um dos maiores escritores brasileiros contemporâneos, tendo vendido ao todo mais de 5 milhões de exemplares de seus livros. Em 2008, sua filha Fernanda deu-lhe a primeira neta, Lucinda, nascida no dia do aniversário do Sport Club Internacional, 4 de abril.
Em 21 de novembro de 2012, Luis Fernando foi internado em estado grave na UTI do Hospital Moinhos de Vento, em Porto Alegre, devido a um quadro grave de gripe. Ele teve alta no dia 14 de dezembro.
Em 2014 foi homenageado pela escola de samba de Porto Alegre Imperadores do Samba com o enredo A Imperadores do Samba faz a justa homenagem aos personagens de Luis Fernando Verissimo
Participou em 2015 em uma faixa do último CD da dupla gaúcha Kleiton & Kledir (Com Todas as Letras) como compositor e saxofonista.

## Personagens
- Ed Mort
- Velhinha de Taubaté
- Analista de Bagé
- As Cobras
- Família Brasil
- Dora Avante

## Livros publicados

### Crônicas e contos (inéditos)
- O Popular (1973, ed. José Olympio)
- A Grande Mulher Nua (1975, ed. José Olympio)
- Amor Brasileiro (1977, ed. José Olympio)
- O Rei do Rock (1978, ed. Globo)
- Ed Mort e Outras Histórias (1979, ed. L&PM)
- O Analista de Bagé (1981, ed. L&PM)
- A Mesa Voadora (1982, ed. Globo)
- Sexo na cabeça[nota 1] (1982, ed. L&PM)
- Outras do Analista de Bagé (1982, ed. L&PM)
- A Velhinha de Taubaté (1983, ed. L&PM)
- A Mulher do Silva (1984, ed. L&PM)
- A Mãe do Freud (1985, ed. L&PM)
- O Marido do Doutor Pompeu (1987, ed. L&PM)
- Zoeira (1987, ed. L&PM)
- Glauco Rodrigues (1989, ed. Salamandra Com Glauco Rodrigues)
- Orgias[nota 2] (1989, ed. L&PM)
- Pai Não Entende Nada (1990, ed. L&PM)
- O Santinho (1991, ed. L&PM)
- Humor Nos Tempos do Collor (1992, ed. L&PM Com Millôr Fernandes e Jô Soares)
- O Suicida e o Computador (1992, ed. L&PM)
- Comédias da Vida Pública (1995, ed. L&PM)
- A Versão dos Afogados - Novas Comédias da Vida Pública (1997, ed. L&PM)
- A Mancha (2004, ed. Cia das Letras, coleção Vozes do Golpe)
- Em Algum Lugar do Paraíso (2011, Editora Objetiva)
- Diálogos Impossíveis (2012, Editora Objetiva)
- Os Últimos Quartetos de Beethoven e Outros Contos (2013, Editora Objetiva)

### Crônicas e contos (antologias e reedições)
- O Gigolô das Palavras (1982, ed. L&PM)
- Peças Íntimas (1990, ed. L&PM)
- Comédias da Vida Privada (1994, ed. L&PM)
- O Nariz e Outras Crônicas (1994, ed. Ática)
- Novas Comédias da Vida Privada (1996, ed. L&PM)
- Ed Mort, Todas as Histórias (1997, ed. L&PM)
- Aquele Estranho Dia que Nunca Chega (1999, Editora Objetiva)
- A Eterna Privação do Zagueiro Absoluto (1999, Editora Objetiva)
- Histórias Brasileiras de Verão (1999, Editora Objetiva)
- As Noivas do Grajaú (1999, ed. Mercado Aberto)
- Todas as Comédias (1999, ed. L&PM)
- Festa de Criança (2000, ed. Ática)
- Comédias para se Ler na Escola (2000, Editora Objetiva)
- As Mentiras que os Homens Contam (2000, Editora Objetiva)
- Todas as Histórias do Analista de Bagé (2002, Editora Objetiva)
- Banquete Com os Deuses (2002, Editora Objetiva)
- O Melhor das Comédias da Vida Privada (2004, Editora Objetiva)
- Mais comédias para ler na escola (2008, Editora Objetiva)
- O Mundo é Bárbaro, e o que Nós Temos a Ver com Isso (2008, Editora Objetiva)
- Comédias Brasileiras de Verão (2009, Editora Objetiva)
- Time dos Sonhos: paixão, poesia e futebol (2010, Editora Objetiva)
- Jazz (2012, Foglio)
- Amor Verissimo (2013, Editora Objetiva)
- As Mentiras que as Mulheres Contam (2015, Editora Objetiva)
- Verissimas: Frases, reflexões e sacadas sobre quase tudo (2016, Editora Objetiva)
- Informe do Planeta Azul (2018, Boa Companhia)
- Ironias do tempo (2018, Editora Objetiva)
- Verissimo antológico: Meio século de crônicas, ou coisa parecida (2020, Editora Objetiva)

### Novelas e romances
- Pega pra Kapput (1978, ed. L&PM; com Moacyr Scliar, Josué Guimarães e Edgar Vasques)
- O Jardim do Diabo (1987, ed. L&PM)
- Gula - O Clube dos Anjos (1998, Editora Objetiva, coleção Plenos Pecados)
- Borges e os Orangotangos Eternos (2000, ed. Cia das Letras, coleção Literatura ou Morte)
- O Opositor (2004, Editora Objetiva, coleção Cinco Dedos de Prosa)
- A Décima Segunda Noite (2006, Editora Objetiva, coleção Devorando Shakespeare)
- Os Espiões (2009, Editora Objetiva)

### Relatos de viagens
- Traçando New York (1991, ed. Artes e Ofícios; com Joaquim da Fonseca)
- Traçando Paris (1992, ed. Artes e Ofícios; com Joaquim da Fonseca)
- Traçando Porto Alegre (1993, ed. Artes e Ofícios; com Joaquim da Fonseca)
- Traçando Roma (1993, ed. Artes e Ofícios; com Joaquim da Fonseca)
- América (1994, ed. Artes e Ofícios)
- Traçando Japão (1995, ed. Artes e Ofícios; com Joaquim da Fonseca)
- Traçando Madrid (1997, ed. Artes e Ofícios; com Joaquim da Fonseca)

### Cartoons e quadrinhos
- As Cobras (1975, ed. Milha)
- As Cobras e Outros Bichos (1977, ed. L&PM)
- As Cobras do Verissimo (1978, ed. Codecri)
- O Analista de Bagé em Quadrinhos (1983, ed. L&PM; com Edgar Vasques)
- Aventuras da Família Brasil (1985, ed. L&PM)
- Ed Mort em Procurando o Silva (1985, ed. L&PM; com Miguel Paiva)
- As Cobras, vols I, II e III (1987, ed. Salamandra)
- Ed Mort em Disneyworld Blues (1987, ed. L&PM; com Miguel Paiva)
- Ed Mort em Com a Mão no Milhão (1988, ed. L&PM; com Miguel Paiva)
- Ed Mort em Conexão Nazista (1989, ed. L&PM; com Miguel Paiva)
- Ed Mort em O Sequestro do Zagueiro Central (1990, ed. L&PM; com Miguel Paiva)
- A Família Brasil (1993, ed. L&PM)
- As Cobras em Se Deus existe que eu seja atingido por um raio (1997, ed. L&PM)
- Pof (2000, ed. Projeto)
- Aventuras da Família Brasil (reedição - 2005, Editora Objetiva)
- As Cobras - Antologia Definitiva (2010, Editora Objetiva)

### Outros
- O Arteiro e o Tempo (infantil; 1994, ed. Berlendis & Vertecchia; ilustrada por Glauco Rodrigues)
- Poesia Numa Hora Dessas?! (poemas; 2002, Editora Objetiva)
- Internacional, Autobiografia de uma Paixão (2004, ed. Ediouro)
- O cachorro que jogava na ponta esquerda (infantil; 2010, Rocco Jovens Leitores)
- As gêmeas de Moscou (infantil; 2016, Companhia das Letrinhas; ilustrada por Rogério Coelho)
- O Sétimo Gato (infantil; 2021, Itaú Criança; ilustrada por ilustrada por Willian Santiago)

Luis Fernando Verissimo

## Atribuições autorais indevidas
Aproveitando de sua notoriedade hoaxes são criados. Muitos textos que circulam na internet a ele atribuídos não são de sua autoria. Verissimo é considerado o autor brasileiro mais citado nesse tipo de situação.